# Pheidole chaan
Pheidole chaan (лат.) — ископаемый вид муравьёв рода Pheidole из подсемейства Myrmicinae (Formicidae). Мексиканский янтарь (миоцен, Simojovel, штат Чьяпас).

## Описание
Мелкие муравьи. Отличаются следующими признаками: голова солдата продольно полосатая; срединная вдавленная область между вершиной головы и задним краем наличника, близко к лобным килям; дорсальная поверхность мандибул гладкая, латеральная поверхность мандибул продольно полосатая; внутренний край скапуса извилистый; проподеальные шипы хорошо развиты, базальная область такой же ширины, как и высота. Рабочий: вершина головы вогнута; вся голова в грубой пунктировке; сложные глаза выступают латерально от края головы; мезонотальная борозда глубокая, образует U-образную вогнутость; петиоль образует тонкое треугольное утолщение. Ранее из мексиканского янтаря был описан вид † Pheidole pauchil  Varela-Hernández & Riquelme, 2021.